# Сартен
Сартен (фр. Sartène, корс. Sartè) — город и коммуна во Франции, на Корсике.

## География
Город Сартен расположен на западном побережье острова Корсика и является административным центром округа Сартен департамента Корсика Южная региона Корсика. Площадь города составляет 200,4 км². Численность населения — 3.096 человек (на 2006 год). Город, по обозначению П.Мериме — «самый корсиканский из всех корсиканских городов». Сартен разделяется на 2 части: Верхний и Нижний Город. Центральным местом Сартена является «Площадь Свободы», называемая местными жителями «Площадью ворот». Здесь находится мэрия города, от которой начинается Старый город.

## История
Сартен неоднократно, вплоть до XVIII века, подвергался нападениям алжирских пиратов (наиболее крупный их набег произошёл в 1583 году).

## Обычаи
В Страстную пятницу ежегодно через город проходит традиционное шествие — процессия Catenacciu (Закованных), от церкви Санта Мария до капеллы Сан-Себастьен. Толпа сопровождает Большого Грешника в красной накидке и Малого Грешника в белой. Большой Грешник несёт огромный деревянный крест, его ноги закованы в кандалы, иногда он падает. В пути его поддерживает Малый Грешник. Оба «грешника» во время и после шествия сохраняют инкогнито, их имена известны лишь настоятелю церкви.

## Известные уроженцы и жители
- Александрина-Роза Барро